# Antirrealismo
En la filosofía analítica, el antirrealismo es una posición epistemológica articulada por primera vez por el filósofo británico Michael Dummett. El término fue acuñado como un argumento en contra de una forma de realismo que Dummett vio como "reduccionismo incoloro".
En el antirrealismo, la verdad de una afirmación se basa en su demostrabilidad a través de mecanismos lógicos internos, como el principio de contexto o la lógica intuicionista, en oposición directa a la noción realista de que la verdad de una afirmación se basa en su correspondencia con una realidad externa. En el antirrealismo, esta realidad externa es hipotética y no se asume.
Debido a que abarca afirmaciones que contienen objetos ideales abstractos (es decir, objetos matemáticos), el antirrealismo puede aplicarse a una amplia gama de temas filosóficos, desde los objetos materiales hasta las entidades teóricas de la ciencia, la declaración matemática, los estados mentales, los eventos y procesos, el pasado y el futuro.

## Variedades

### Antirrealismo metafísico
El marco dialéctico para toda la discusión se presenta como una tríada inconsistente, las cuales las tres siguientes proposiciones no pueden ser verdaderas al mismo tiempo:
1. Los objetos físicos son independientes de la mente.
2. Los objetos físicos son los objetos directos de percepción.
3. Los objetos directos de percepción dependen de la mente.

Los antirrealistas niegan que el mundo sea independiente de la mente. La respuesta de George Berkeley a la tríada es rechazar la primera afirmación. Se distinguen tres variantes de este movimiento, entre las cuales se argumenta que las diferencias son en última instancia semánticas en lugar de ontológicas. La reflexión sobre las dificultades a las que se enfrentan todas estas posibilidades sugiere una condición necesaria sobre cualquier defensa completamente adecuada del realismo empírico.
Un tipo de antirrealismo metafísico mantiene un escepticismo sobre el mundo físico, argumentando: 1) que no existe nada fuera de la mente, o 2) que no tendríamos acceso a una realidad independiente de la mente, incluso si existe. El último caso a menudo toma la forma de una negación de la idea de que podemos tener experiencias "no conceptualizadas" (ver Mito de lo dado ).
A la inversa, la mayoría de los realistas (específicamente, los realistas indirectos) sostienen que las percepciones son causadas por objetos independientes de la mente. Pero esto introduce la posibilidad de otro tipo de escepticismo: dado que nuestra comprensión de la causalidad es que el mismo efecto puede producirse por múltiples causas, existe una falta de determinación acerca de lo que realmente se percibe, como en el escenario del cerebro en una cubeta. La principal alternativa a este tipo de antirrealismo metafísico es el realismo metafísico.
En la filosofía griega, las estoicos, especialmente Crisipo, propusieron doctrinas nominalistas (antirrealistas) acerca de los universales. En la filosofía moderna, doctrinas antirrealistas conceptuales sobre universales fueron propuestas por pensadores como René Descartes, John Locke, Baruch Spinoza, Gottfried Wilhelm Leibniz, George Berkeley y David Hume. Las doctrinas antirrealistas sobre el conocimiento fueron propuestas por el idealista alemán Georg Wilhelm Friedrich Hegel . Hegel era un defensor de lo que ahora se llama inferencialismo: creía que el fundamento de los axiomas y el fundamento de la validez de las inferencias son las consecuencias correctas y que los axiomas no explican la consecuencia. Kant y Hegel sostuvieron opiniones conceptualistas sobre universales. En la filosofía contemporánea, el antirrealismo se reavivó en forma de empirio-crítica, positivismo lógico, antirrealismo semántico e instrumentalismo científico (ver más abajo).

### Antirrealismo semántico
El término "antirrealismo " fue introducido por Michael Dummett en su artículo de 1982 "Realism" para reexaminar una serie de disputas filosóficas clásicas, que involucran doctrinas como el nominalismo, el realismo platónico, el idealismo y el fenomenalismo . La novedad del enfoque de Dummett consistió en retratar estas disputas como análogas a la disputa entre intuicionismo y platonismo en la filosofía de las matemáticas.
Según los intuicionistas (antirrealistas con respecto a los objetos matemáticos), la verdad de una afirmación matemática consiste en nuestra capacidad para demostrarlo. Según los realistas platónicos, la verdad de una afirmación está probada en su correspondencia con la realidad objetiva. Por lo tanto, los intuicionistas están listos para aceptar una declaración de la forma "P o Q" como verdadera solo si podemos probar P o si podemos probar Q. En particular, no podemos en general afirmar que "P o no P" es verdadera (la ley del medio excluido ), ya que en algunos casos es posible que no podamos probar la afirmación "P" ni probar la afirmación "no P". De manera similar, los intuicionistas se oponen a la existencia como propiedad de la lógica clásica, donde uno puede probar{\displaystyle \exists x.\phi (x)}, sin poder producir ningún término{\displaystyle t} de los cuales sostiene.
Dummett argumenta que esta noción de verdad se encuentra en el fondo de varias formas clásicas de antirrealismo, y la utiliza para reinterpretar el fenomenismo, afirmando que no es necesario que tome la forma de reduccionismo .
Los escritos de Dummett sobre el antirrealismo se basan en gran medida en los escritos posteriores de Ludwig Wittgenstein, en relación con el significado y el seguimiento de las reglas, y pueden verse como un intento de integrar ideas centrales de las Investigaciones filosóficas en la tradición constructiva de la filosofía analítica derivada de Gottlob Frege.

### Antirrealismo moral
Aplicado a la filosofía ética, el antirrealismo moral (o irrealismo moral) es una corriente de la metaética. En ella se rechaza que los enunciados morales posean valores morales objetivamente negativos o positivos. En contraposición a esto, el realismo moral implica afirmar que dicho tema existe objetivamente. Hay autores que niegan la existencia de las propiedades morales y hay quienes la afirman, quienes la niegan pueden ser catalogados como objetivistas morales. Algunos ejemplos de teorías morales antirrealistas podrían incluir:

- Subjetivismo ético: afirma que la moralidad de una acción es contingente a los agentes que la realizan, por lo que ninguna acción es objetivamente buena o mala.
- Relativismo moral: niega que haya una diferenciación jerárquica entre opiniones éticas, las cuales valen lo mismo según esta teoría.
- Emotivismo: sostiene que los juicios morales se basan únicamente en las emociones de los agentes que lo emiten y no son afirmaciones.
- Nihilismo moral: rechaza que las acciones puedan tener un contenido moralmente correcto o incorrecto. Algunos nihilistas morales, a pesar de esto, mantienen que el lenguaje moral sigue siendo una herramienta conceptual útil.
- Escepticismo moral: niega la posibilidad de poseer conocimiento moral. Algunos autores escepticistas también niegan que existan verdades morales objetivas pero esta opinión no es una característica esencial del escepticismo moral.

### Antirrealismo científico
En filosofía de la ciencia, el antirrealismo se aplica principalmente a las afirmaciones sobre la no realidad de entidades "no observables", como los electrones o los genes, que no son detectables con los sentidos humanos.
Una variedad prominente del antirrealismo científico es el instrumentalismo, que tiene una visión puramente agnóstica de la existencia de entidades no observables, en la cual la entidad no observable X sirve como un instrumento para ayudar al éxito de la teoría Y y no requiere pruebas de su existencia o inexistencia de X.
Sin embargo, algunos antirrealistas científicos niegan que existan inobservables, incluso como instrumentos no condicionados por la verdad.

### Antirrealismo matemático
En la filosofía de las matemáticas, el realismo es la afirmación de que las entidades matemáticas como el "número" tienen una existencia independiente del observador. El empirismo, que asocia los números con los objetos físicos concretos, y el platonismo, en el que los números son entidades abstractas y no físicas, son las formas preeminentes del realismo matemático.
El "argumento epistémico " contra el platonismo ha sido creado por Paul Benacerraf y Hartry Field. El platonismo postula que los objetos matemáticos son entidades abstractas. Por acuerdo general, las entidades abstractas no pueden interactuar causalmente con entidades físicas ("los valores de verdad de nuestras afirmaciones matemáticas dependen de hechos que involucran entidades platónicas que residen en un reino fuera del espacio-tiempo"). Mientras que nuestro conocimiento de los objetos físicos es basándonos en nuestra capacidad para percibirlos y, por lo tanto, para interactuar causalmente con ellos, no hay una explicación paralela de cómo los matemáticos llegan a tener conocimiento de objetos abstractos.
Field desarrolló sus puntos de vista en el ficcionalismo. Benacerraf también desarrolló la filosofía del estructuralismo matemático, según la cual no hay objetos matemáticos. No obstante, algunas versiones del estructuralismo son compatibles con algunas versiones del realismo.

#### Contra argumentos
Los argumentos antirrealistas dependen de la idea de que se puede dar una explicación naturalista y satisfactoria de los procesos de pensamiento para el razonamiento matemático. Una línea de defensa es mantener que esto es falso, de modo que el razonamiento matemático usa alguna intuición especial que involucra el contacto con el reino platónico, como lo indica el argumento de Roger Penrose.
Otra línea de defensa es mantener que los objetos abstractos son relevantes para el razonamiento matemático de una manera que no sea causal, y no análoga a la percepción. Este argumento es desarrollado por Jerrold Katz en su libro Realistic Rationalism. En este libro, presentó una posición llamada racionalismo realista, que combina el realismo metafísico y el racionalismo .
Una defensa más radical es negar la separación del mundo físico y el mundo platónico, es decir, la hipótesis del universo matemático (una variedad de matematicismo). En ese caso, el conocimiento matemático de un matemático es un objeto matemático que hace contacto con otro.